# SC-Comment
Ein SC-Comment ist der schriftlich niedergelegte Comment eines Senioren-Convents (SC). In einem SC haben die in jedem Semester neu gewählten Senioren aller Corps der jeweiligen Hochschule Sitz und Stimme.

## Gültigkeitsbereich
Ein SC-Comment regelt die Geschäftsordnung des SC, das Zusammenleben der Corps am jeweiligen Studienort und das Verhalten der einzelnen Mitglieder der vertretenen Corps auf gemeinsamen Veranstaltungen und in der Öffentlichkeit. In vielen Hochschulorten, an denen Corps mit anderen Arten von Verbindungen kein Paukverhältnis haben, regelt der SC-Comment auch die Austragung von scharfen Mensuren (Paukcomment). 

## Entstehung
Die Einrichtung der SC und der SC-Comments geht auf die Zeit um das Jahr 1800 zurück, als nach dem Niedergang der Landsmannschaften alter Prägung und dem Untergang der Studentenorden die frühen Corps als erste Studentenverbindungen im heutigen Sinne entstanden. Damals herrschte die Überzeugung, dass die uralten Regeln des studentischen Zusammenlebens, der Comment, schriftlich niedergelegt werden müssten, um das Zusammenleben der Studenten auf eine verbindliche Basis zu stellen. Historischer Hintergrund war die Forderung der damaligen Zeit, schriftlich niedergelegte Verfassungen zur Grundlage des Staatswesens zu machen. Ziel war hier die Eindämmung der Fürstenwillkür und eine Einbindung weiter Bevölkerungsgruppen an der Staatslenkung.
Kennzeichnend für die ersten Corps, die damals noch „Landsmannschaft“, „Kränzchen“ oder schlicht „Gesellschaft“ genannt wurden, war neben den jeweils eigenen Constitutionen die Gründung von Senioren-Conventen und die Schaffung von SC-Comments, die damals die Grundlage für die studentische Selbstverwaltung an den Universitäten schufen, was von den Universitätsbehörden nicht unbedingt gern gesehen war. Damals hatten die SC-Comments Gültigkeit für alle Studenten der jeweiligen Universität, da die SC einen Alleinvertretungsanspruch für alle Studenten geltend machten. Dies wurde auch allgemein anerkannt, da alle landsmannschaftlichen Gruppierungen in den SC vertreten waren.
Wesentlicher Teil der ersten SC-Comments war die Regelung des damals als extrem wichtig angesehenen studentischen Duellwesens, also Fragen der Ehre und der Satisfaktion. Der SC-Comment regelte auch Sanktionen, die vom SC verhängt werden konnten. Schwerwiegendste Strafe war der SC-Verruf, also der gesellschaftliche Ausschluss aus der Gemeinschaft der Studenten. Diese Strafe konnte auch für Nichtstudenten verhängt werden, etwa wenn Geschäftsleute oder Wirte mit unlauteren Geschäftsmethoden Studenten übervorteilten. Das bedeutete dann, dass kein Student die Dienste dieser Person in Anspruch nehmen durfte. Da die meisten Dienstleister in einer Universitätsstadt damals von den Studenten existenziell abhängig waren, hatte der SC-Verruf schwere finanzielle Auswirkungen für die Betroffenen.

## Alte SC-Comments an deutschen Universitäten
- Frankfurt/Oder: 16. Februar 1798
- Halle/Saale: 12. Mai 1799
- Erlangen: Michaelis 1802

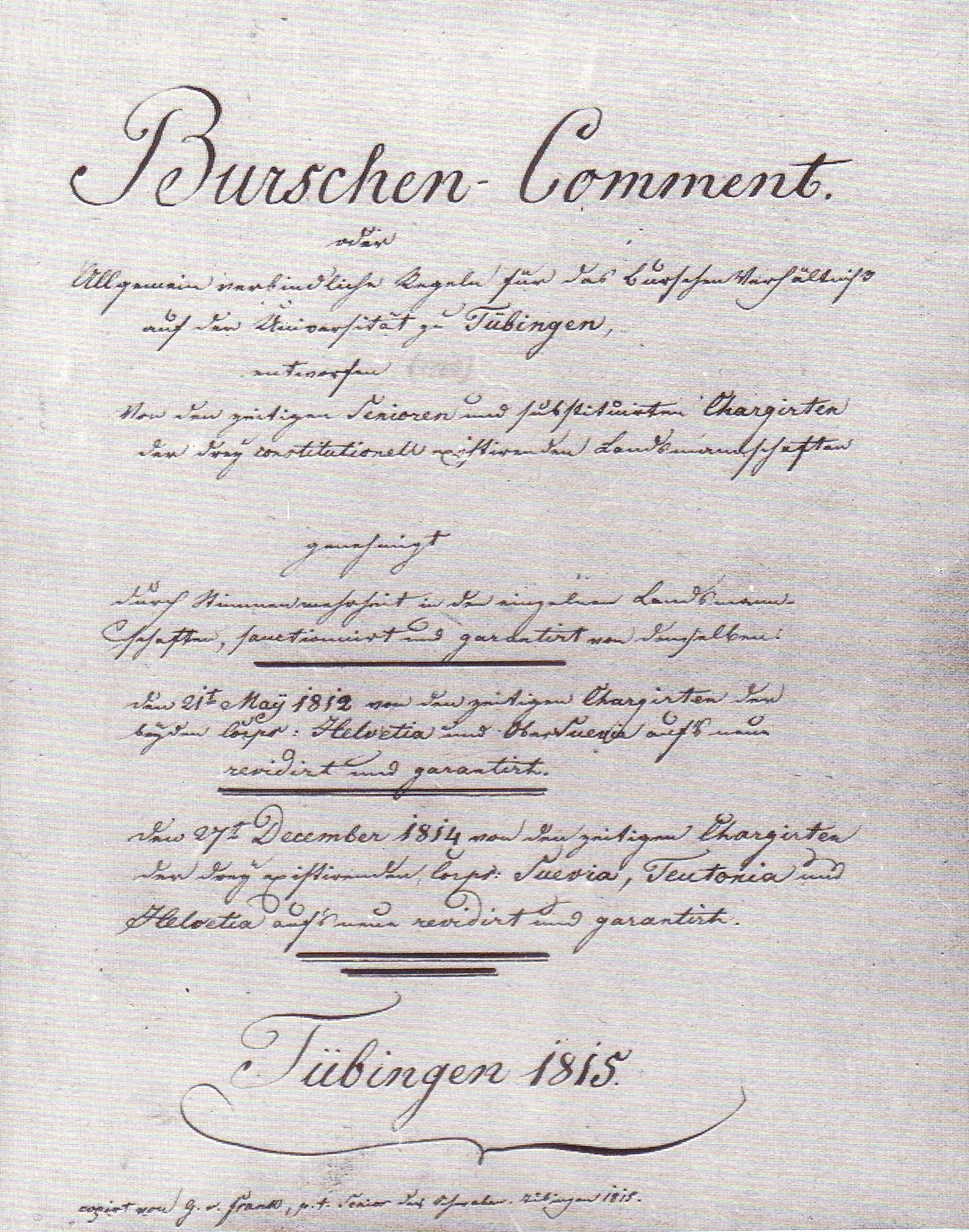
Tübingen (1815)

- Heidelberg: 1803 und 1806, der Heidelberger SC-Comment vom 1. Juni 1810 verwendet erstmals den Begriff des Corps zur Typisierung der Verbindungsart
- Gießen: 1. Juli 1806
- Marburg: 1807
- Leipzig: 1808
- Tübingen: 1808 in einer Fassung von 1815
- Göttingen: Anfang 1809
- Jena: 1809
- Landshut: ca. 1809
- Freiburg im Breisgau: 1818
  - Die Corps der kleineren norddeutschen Universitäten Kiel (1812) und Rostock (1813) erließen anstelle eines SC-Comments jeweils einen Allgemeinen Burschencomment.